# 鲁本·苏亚雷斯
鲁本·苏亚雷斯·艾斯特拉达（Rubén Suárez Estrada，1979年2月19日—），是一名西班牙职业足球运动员，司职中场。现在效力于西班牙足球乙级联赛球队阿尔梅里亚。

## 俱乐部生涯
苏亚雷斯出生在西班牙希洪，并在家乡球队希洪競技接受职业足球训练，1998年首次提升入一线队，为希洪竞技效力6个赛季。2004年开始，他又在另一支西班牙足球乙级联赛球队埃尔切效力4个赛季。
2008年7月，苏亚雷斯转会加盟刚刚降级到西乙联赛的莱万特。在2008/09赛季，由于主力前锋亚历山德雷·黑霍受伤，苏亚雷斯占据球队的主力位置，并射进12球，为俱乐部的射手王。在2009/10赛季，他又打进俱乐部最高的13球，帮助球队时隔两年后重返西甲联赛。2010年8月28日，31岁6个月9天的苏亚雷斯职业生涯首次在西甲联赛登场。他在比赛中打进一个点球，但莱万特还是在主场1比4惨败于塞维利亚。
2012年6月，苏亚雷斯转会加盟中国足球超级联赛球队贵州茅台，身披10号战袍。7月4日，他在球隊迎戰廣東日之泉的足協杯第3輪比賽上，以首發身份首次為球隊上陣，並協助球隊以2比0淘汰對手晉級。
2013年1月3日，他和西乙联赛球队阿尔梅里亚签约。

## 国际比赛生涯
1999年，苏亚雷斯曾入选西班牙U20参加在尼日利亚举行的世青赛。他在西班牙U20参加的所有比赛中都得到出场机会，但只有小组赛最后一轮对阵洪都拉斯U20的比赛是首发出场，并射进一个进球，帮助西班牙3比1击败对手。西班牙最终历史上首次获得世青赛冠军。这一年，他还获得一次为西班牙U21出场的机会。

## 荣誉
西班牙U20
- U20世界盃足球賽: 1999

## 个人
苏亚雷斯的父亲塞昆迪诺·苏亚雷斯（简称昆迪）也是一名足球运动员，曾代表希洪竞技在顶级联赛出场15个赛季，也曾经代表西班牙国家队参加1976年奥运会和1980年欧洲足球锦标赛。